# Grote Prijs van Montréal 2023
De 12e editie van de Canadese wielerwedstrijd Grote Prijs van Montréal werd verreden op 10 september 2023 als onderdeel van de UCI World Tour 2023. De winnaar van de vorige editie, de Sloveen Tadej Pogačar, nam deze editie niet deel. De wedstrijd werd gewonnen door de Brit Adam Yates.

## Verloop
Net als bij de vorige editie, vond de wedstrijd plaats op een lokaal parcours in de stad Montréal. De wedstrijd kende in totaal 4124 hoogtemeters, de Côte Camilien-Houde was opgenomen in het parcours en kende een lengte van 2,3 kilometer met een stijgingspercentage van 6,2 procent. Na 221,4 kilometer koers beslisten de twee koplopers van de wedstrijd wie deze editie op zijn naam kon schrijven. Yates was de Fransman Pavel Sivakov hierin te snel af. Als derde op het podium eindigde de Spanjaard Alex Aranburu. De eerste Belg die over de finish kwam was Tiesj Benoot, hij finishte als elfde. Sam Oomen finishte als beste Nederlander, hij kwam als 39e over de eindstreep.

## Deelnemende ploegen
De achttien UCI World Tour-teams van dit seizoen plus vier Proteams en een Canadese nationale selectie startten met zeven renners per team, uitgezonderd Astana datmet zes renenrs aan de start verscheen, wat het deelnemersveld op 160 bracht.

## Uitslag
| Plaats  | Naam                     | Ploeg                 | tijd     |
| ------- | ------------------------ | --------------------- | -------- |
| Winnaar | Adam Yates               | UAE Team Emirates     | 5u54'02" |
| 2       | Pavel Sivakov            | INEOS Grenadiers      | + 3"     |
| 3       | Alex Aranburu            | Movistar Team         | z.t.     |
| 4       | Valentin Madouas         | Groupama-FDJ          | + 12"    |
| 5       | Simone Velasco           | Astana Qazaqstan Team | z.t.     |
| 6       | Simon Yates              | Team Jayco AlUla      | z.t.     |
| 7       | Ben O'Connor             | AG2R-Citroën          | + 17"    |
| 8       | Ion Izagirre             | Cofidis               | + 24"    |
| 9       | Mattias Skjelmose Jensen | Lidl-Trek             | + 29"    |
| 10      | Marc Hirschi             | UAE Team Emirates     | z.t.     |
|         |                          |                       |          |
| 11      | Tiesj Benoot             | Jumbo-Visma           | + 33"    |
| 39      | Sam Oomen                | Jumbo-Visma           | + 4'35"  |

2010 · 2011 · 2012 · 2013 · 2014 · 2015 · 2016 · 2017 · 2018 · 2019 · 2020-2021 · 2022 · 2023 · 2024
Tour Down Under ·
Great Ocean Road Race ·
Ronde van de Verenigde Arabische Emiraten ·
Omloop Het Nieuwsblad ·
Strade Bianche ·
Parijs-Nice · 
Tirreno-Adriatico · 
Milaan-San Remo ·
Ronde van Catalonië ·
Classic Brugge-De Panne ·
E3 Saxo Bank Classic ·
Gent-Wevelgem ·
Dwars door Vlaanderen ·
Ronde van Vlaanderen ·
Ronde van het Baskenland ·
Parijs-Roubaix ·
Amstel Gold Race ·
Waalse Pijl ·
Luik-Bastenaken-Luik ·
Ronde van Romandië ·
Eschborn-Frankfurt ·
Ronde van Italië ·
Critérium du Dauphiné ·
Ronde van Zwitserland ·
Ronde van Frankrijk ·
Clásica San Sebastián ·
Ronde van Polen ·
BEMER Cyclassics ·
Renewi Tour ·
Ronde van Spanje ·
Bretagne Classic ·
GP van Quebec ·
GP van Montréal ·
Ronde van Lombardije ·
Ronde van Guangxi